# Mäksa
Mäksa (em estoniano:  Mäksa vald) é um município rural estoniano localizado na região de Tartumaa.